# Richmond Landon
Richmond Wilcox Landon, znany jako Dick Landon (ur. 20 listopada 1898 w Salisbury, zm. 13 czerwca 1971 w Lynbrook w stanie Nowy Jork) – amerykański skoczek wzwyż, mistrz olimpijski z Antwerpii (1920).
Ukończył studia na Uniwersytecie Yale. Był mistrzem Stanów Zjednoczonych (AAU) w hali w 1921, a także akademickim mistrzem Stanów Zjednoczonych (IC4A) na stadionie w 1919 i 1920. Na mistrzostwach AAU w 1920 zajął 2. miejsce, co pozwoliło mu zakwalifikować się do amerykańskiej reprezentacji na igrzyska olimpijskie w 1920 w Antwerpii.
Na igrzyskach jako jedyny skoczył 1,936 m, co było nowym rekordem olimpijskim i co dało mu złoty  medal.
Rekord życiowy Landona to 1,98 m.
Na statku płynącym do Antwerpii poznał Alice Lord, która startowała w skokach do wody. Zakochali się w sobie i pobrali w 1922.